# ثعلب سييرا نيفادا الأحمر
ثعلب سييرا نيفادا الأحمر (الإسم العلمي:Vulpes vulpes necator)، هو نويع من نوع الثعلب الأحمر يتبع جنس الثعلبيات من فصيلة الكلبيات. وهو أكثر أنواع الثعالب الحمراء المهددة بالانقراض، يستوطن منطقة أمريكا الشمالية وتعتبر منطقة سييرا نيفادا أكبر مستوطن له.